# خدنگ بینی‌دراز
خدنگ بینی‌دراز (نام علمی: Xenogale naso) نام یک گونه از تیره خدنگ است.